# ジェームズ・コールフィールド (第3代チャールモント子爵)
第3代チャールモント子爵ジェームズ・コールフィールド（英語: James Caulfield, 3rd Viscount Charlemont、1682年7月29日洗礼 – 1734年4月21日）は、アイルランド王国の貴族、政治家。

## 生涯
第2代チャールモント子爵ウィリアム・コールフィールドとアン・マーゲットソン（Anne Margetson、1729年没、ジェームズ・マーゲットソンの娘）の次男として生まれ、1682年7月29日に洗礼を受けた。ダブリン大学トリニティ・カレッジで教育を受け、1702年にB.A.の学位を、1704年にM.A.の学位を修得した。
1703年にチャールモント選挙区でアイルランド庶民院議員に当選したが、1705年に一時海外逃亡を余儀なくされた。その後、1713年に再び同選挙区の議員に就任、1726年まで務めた。1726年7月21日に父が死去すると、チャールモント子爵位を継承、1727年11月29日にアイルランド貴族院議員に就任した。
1734年7月21日にダブリンで死去、アルマーで埋葬された。息子ジェームズが爵位を継承した。

## 家族
エリザベス・バーナード（Elizabeth Bernard、1703年2月21日 – 1743年5月20日、フランシス・バーナードの娘）と結婚して、2男1女をもうけた。
- ジェームズ（1728年 – 1799年） - 第4代チャールモント子爵、初代チャールモント伯爵
- フランシス（1775年11月没） - 1760年10月11日、メアリー・エア（Mary Eyre、1775年11月没、初代エア男爵ジョン・エアの娘）と結婚、1男1女をもうけた
- アリシア（Alicia、1797年12月17日没） - 1764年4月23日、ジョン・ブラウン（後の初代キルメイン男爵）と結婚、子供あり